# Internet Society
Internet Society hay ISOC là một tổ chức quốc tế hoạt động phi lợi nhuận, phi chính phủ và bao gồm các thành viên có trình độ chuyên ngành. Tổ chức này chú trọng đến: tiêu chuẩn, giáo dục và các vấn đề về chính sách. Với trên 145 tổ chức thành viên và 65.000 thành viên cá nhân, ISOC bao gồm những con người cụ thể trong cộng đồng Internet. Mọi chi tiết có thể tìm thấy tại website của ISOC.
Internet Society nằm ở gần thủ đô Washington, DC, Hoa Kỳ và Geneva, Thụy Sĩ. Số hội viên của nó bao gồm hơn 145 tổ chức thành viên và hơn 65.000 cá nhân. Thành viên còn có thể tự lập một chi nhánh của tổ chức tùy theo vị trí hoặc sở thích. Hiện nay tổ chức có tới 90 chi nhánh trên toàn thế giới.

## Nhiệm vụ và mục đích hoạt động
Bảo đảm, cổ vũ cho sự phát triển, mở rộng và sử dụng Internet được thuận lợi nhất cho mọi người trên toàn thế giới.